# Pierrot (công ty)
Pierrot Co., Ltd. (株式会社ぴえろ (Chu thức hội xã Pierrot) Kabushiki-gaisha Piero) là một hãng sản xuất anime của Nhật Bản được thành lập vào năm 1979 bởi cố chủ tịch Nunokawa Yūji, là người từng làm việc tại Tatsunoko Production và Mushi Production. Trụ sở chính đặt tại Mitaka, Tokyo. Pierrot nổi tiếng với một số anime đình đám như: Bleach, Naruto, Yu Yu Hakusho, Boruto, Tokyo Ghoul, Great Teacher Onizuka và nhiều bộ khác. Hãng phim có logo biểu trưng cho một chú hề.

## Tác phẩm đã sản xuất

### Anime truyền hình

#### Thập niên 1980
- Nirusu no Fushigi na Tabi (1980-1981)
- Maicching Machiko-sensei (1981-1983)
- Urusei Yatsura (1981-1986), sản xuất tập 1–106
- Taiyō no Ko Esteban (1982-1983)
- Spoon Oba-san (1983-1984), đồng sản xuất với Studio Gallop
- Thiên thần phép thuật Creamy Mami (1983-1984)
- Chikkun Takkun (1983-1984)
- Mahō no Yōsei Persia (1984-1985)
- Mahō no Star Margical Emi (1985-1986)
- Ninja Senshi Tobikage k (1985-1986)
- Mahō no Idol Pastel Yūmi (1986-1987)
- Anmitsu Hime (1986-1987)
- Ganbare, Kickers! (1986-1987)
- Kimagure Orange Road (1987-1988)
- Norakuro-kun (1987-1988)
- Osomatsu-kun (1988-1989)
- Moeru! Onii-san (1988)
- Magical Hat (1989-1990)

#### Thập niên 1990
- Kumo no yō ni Kaze no yō ni (1990), phim điện ảnh truyền hình
- Tensai Bakabon (1990)
- Heisei Tensai Bakabon (1990-1991)
- Karakuri Kengō Den Musashi Lord (1990-1991)
- Edokko Boy Gatten Tasuke (1990-1991)
- Ore wa Chokkaku (1991)
- Michitekuru Toki no Mukou ni (1991), phim điện ảnh truyền hình
- Chiisana Obake Acchi, Kocchi, Socchi (1991-1992)
- Marude Dameo (1991-1992)
- Nontan (1992-1994)
- Yū Yū Hakusho (1992-1995)
- Tottemo! Luckyman (1994-1995)
- Ninku (1995-1996)
- Fushigi Yūgi (1995-1996)
- Midori no Makibaō (1996-1997)
- Hajime Ningen Gon (1996-1997)
- Aka-chan to Boku (1996-1997)
- Hyper Police (1997)
- CLAMP Gakuen Tanteidan (1997)
- Rekka no Honō (1997-1998)
- Takoyaki Mantoman (1998-1999)
- Mahō no Stage Fancy Lala (1998)
- Neo Ranga (1998-1999)
- Dokkiri Doctor (1998-1999)
- Yoiko (1998-1999)
- Chiisana Kyojin Microman (1999)
- Power Stone (1999)
- Tenshi ni Naru mon! (1999)
- Great Teacher Onizuka (1999-2000)
- Guru Guru Town Hanamaru-kun (1999-2001)
- Rerere no Tensai Bakabon (1999-2000)

#### Thập niên 2000
- Oh! Super Milk Chan (2000)
- Gensomaden Saiyuki (2000-2001)
- Ayashi no Ceres (2000)
- Gakkō no Kaidan (2000-2001)
- Super Gals! (2001-2002)
- Kaze no Yojimbo (2001-2002)
- Hikaru no Go (2001-2003)
- Kogepan (2001)
- Tokyo Underground (2002)
- Tokyo Mew Mew (2002-2003)
- Jūni Kokuki (2002-2003)
- Naruto (2002-2007)
- E's (2003)
- Saiyuki Reload (2003-2004)
- Saiyuki Reload Gunlock (2004)
- Tantei Gakuen Q (2003-2004)
- Midori no Hibi (2004)
- Bleach (2004-2012)
- Eikoku Koi Monogatari Emma (2005)
- Sugar Sugar Rune (2005-2006)
- Naruto Shippuden (2007-2017)
- Blue Dragon (2007-2008)
- Blue Dragon: Tenkai no Shichi Ryuu (2008-2009)
- Hanasakeru Seishōnen (2009-2010)

#### Thập niên 2010
- Level E (2011), đồng sản xuất với David Production
- Kingdom (2012-nay)[3]
- Rock Lee no Seishun Full-Power Ninden (2012-2013)
- Shirokuma Cafe (2012-2013)
- Gaist Crusher (2013-2014)
- Soredemo Sekai wa Utsukushii (2014)
- Baby Steps (2014-2015)
- Tokyo Ghoul (2014)
- Akatsuki no Yona (2014-2015)
- Tokyo Ghoul √A (2015)
- Osomatsu-san (2015-2021)
- Divine Gate (2016)
- Sōsei no Onmyōji (2016-2017)
- Puzzle & Dragons X (2016-2018)
- Tsukiuta. The Animation (2016)
- Soul Buster (2016)
- ēlDLIVE (2017)
- Boruto – Naruto hậu sinh khả úy (2017-nay)
- Konbini Kareshi (2017)
- Black Clover (2017-2021)
- Dynamic Chor (2017)
- Sanrio Danshi (2018)
- Puzzle & Dragons (2018-nay)
- Tokyo Ghoul:re (2018)[4][5]

#### Thập niên 2020
- Akudama Drive (2020)[6]
- Tsukiuta. The Animation 2 (2020)[7]
- Bleach: Huyết chiến ngàn năm (2022-nay)[8][9]
- Cool Doji Danshi (2022-2023)[10]
- Karasu wa Aruji o Erabanai  (2024)[11]

### Phim điện ảnh
- Urusei Yatsura: Only You (1983)
- Urusei Yatsura: Beautiful Dreamer (1984)
- Aitsu to Lullaby: Suiyobi no Cinderella (1987)
- Bari Bari Densetsu (1987)
- Kimagure Orange Road: Ano Hi ni Kaeritai (1988)
- Osomatsu-kun: Suika no Hoshi kara Konnichiwa zansu! (1989)
- Maroko (1990)
- Yū Yū Hakusho (1993)
- Yū Yū Hakusho: Meikai Shitou-hen - Honoo no Kizuna (1994)
- Ninku (1995)
- Shin Kimagure Orange☆Road: Soshite, Ano Natsu no Hajimari (1996)
- Daigekisen! Microman vs. Saikyou Senshi Gorgon (1999)
- Gensomaden Saiyuki: Requiem - Erabarezaru Mono e no Chinkonka (2001)
- Ryoukan-san (2003)
- Naruto: Cuộc chiến ở Tuyết Quốc (2004)
- Naruto: Huyền thoại đá Gelel
- Naruto: Những lính gác của Nguyệt Quốc (2006)
- Bleach: Memories of Nobody (2006)
- Naruto Shippūden: Cái chết tiên đoán (2007)
- Bleach: The DiamondDust Rebellion (2007)
- Naruto Shippūden: Nhiệm vụ bí mật (2008)
- Bleach: Fade to Black (2008)
- Naruto Shippūden: Người kế thừa ngọn lửa ý chí (2009)
- Naruto Shippūden: Tòa tháp bị mất (2010)
- Bleach: Jigoku-hen (2010)
- Onigamiden (2011)
- Naruto: Huyết ngục (2011)
- Naruto: Đường tới Ninja (2012)
- Naruto: Trận chiến cuối cùng (2014)
- Boruto: Naruto the Movie (2015)
- Eiga no Osomatsu (2019)
- Osomatsu-san: Hipipo-Zoku to Kagayaku Kajitsu (2022)
- Black Clover: Mahou Tei no Ken (2023)[12]
- Osomatsu-san: Tamashii no Takoyaki Party to Densetsu no Otomari-kai (2023)[13]

### OVA
- Dallos (1983–1984)
- Cosmo Police Justy (1985)
- Mahō no Tenshi Creamy Mami: Eien no Once More (1984)
- Mahō no Tenshi Creamy Mami: Lovely Serenade (1985)
- Mahō no Tenshi Creamy Mami: Long Goodbye (1985)
- Kimagure Orange Road: Shonen Jump Special (1985)
- Fire Tripper (1985)
- Mahō no Tenshi Creamy Mami: Curtain Call (1986)
- The Supergal (1986)
- Bari Bari Densetsu (1986)
- Mahō no Tenshi Creamy Mami Semishigure (1986)
- Mahō no Tenshi Creamy Mami: Perfect Memory (1987)
- Warau Hyōteki) (1987)
- Lily C.A.T. (1987)
- Mahō no Yōsei Persia: Kaiten Mokuba (1987)
- Salamander (1988-1989)
- Harbor Light Monogatari Fashion Lala yori (1988)
- Baoh Raihōsha (1989)
- Gosenzo-sama Banbanzai! (1989 – 1990)
- Abashiri Ikka (1991)
- Koko wa Green Wood (1991–1993)
- Eien no Filena (1992–1993)
- Kyō Kara Ore Wa!! (1993–1996)
- Yu Yu Hakusho: Eizou Hakusho (1994–1996)
- Plastic Little (1994)
- Key the Metal Idol (1994–1996)
- Street Fighter II: Yomigaeru Fujiwara-Kyou - Toki wo Kaketa Fighter-tachi (1995)
- Sonic the Hedgehog (1996)
- Boku no Marie (1996)
- Hunter x Hunter Pilot (1998)
- Tokimeki Memorial: Forever With You (1999)
- Tenamonya Voyagers (1999)
- Fushigi Yūgi: Eikouden (2001–2002)
- Hikaru no Go: Sabaki no Ikkyoku! Inishie no Hana yo Sake!! (2002)
- Gensoumaden Saiyuuki: Kibou no Zaika (2002)
- I"s (2002–2003)
- I"s Pure (2002–2003), sản xuất cùng ARMS)
- Hikaru no Go: Memories (2004)
- Bleach: Memories in the Rain (2004)
- Gakkō no Kaidan (2005–2009)
- Naruto Narutimate Hero 3: Tsuini Gekitotsu! Jounin vs. Genin!! Musabetsu Dairansen Taikai Kaisai!! (2005)
- Bleach: The Sealed Sword Frenzy (2006)
- Saiyuki Reload: Burial (2007–2008)
- Tamala 2010: A Punk Cat in Space (2007), sản xuất cùng ARMS
- Naruto x UT (2011)
- Akatsuki no Yona (2015-2016)
- Tokyo Ghoul JACK(2015)
- Tokyo Ghoul PINTO(2015)
- Naruto ga Hokage ni Natta Hi (2016)

### ONA
- Hero Mask (2018-2019), anime nguyên tác[14]
- Chocomatsu-san: Valentine's Day-hen (2021)[15]
- Chocomatsu-san: White Day-hen (2021)[16]
- Road of Naruto (2022), PV kỉ niệm 20 năm Naruto lên sóng[17]

### Trò chơi điện tử
Dưới đây trò chơi điện tử được Studio Pierrot hỗ trợ hoạt ảnh:
- Keio Flying Squadron (1993)
- TIZ: Tokyo Insect Zoo (1996)
- Keio Flying Squadron 2 (1996)
- Yu Yu Hakusho: Dark Tournament (2004)
- Rekka no Honō: Final Burning (2004)
- Battle Stadium D.O.N (2005)
- Bleach: Soul Resurrección (2011)
- Naruto Shippuden: Ultimate Ninja Storm Generations (2012)